# La Couronne noire

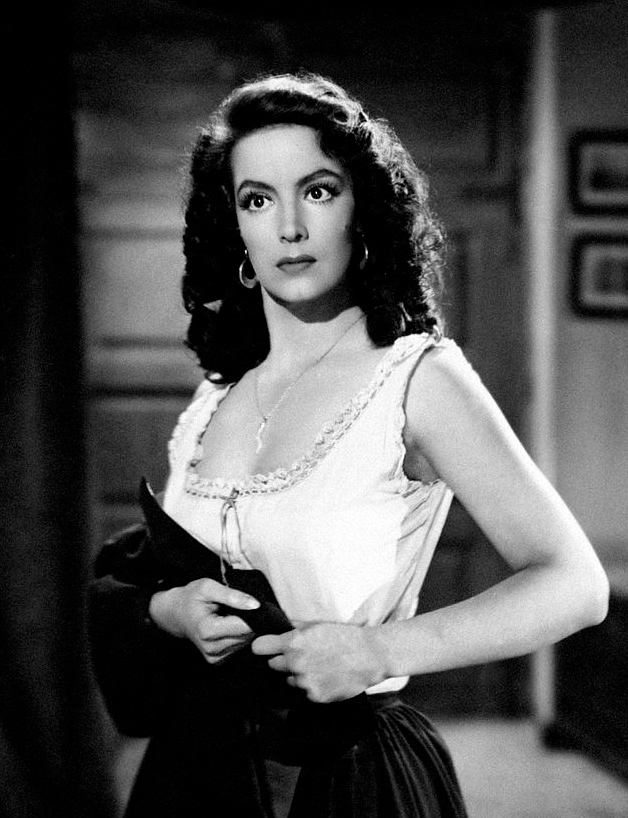
María Félix dans une scène du film.

La Couronne noire (La corona negra) est un film dramatique italo-franco-espagnol réalisé par Luis Saslavsky et sorti en 1951.

## Synopsis
Une jeune femme vivant à Tanger est victime d'amnésie ainsi que d'intrigues de son entourage qui cherche où sont cachés des bijoux... 

## Fiche technique
- Titre original : La corona negra
- Réalisation : Luis Saslavsky
- Scénario  : Charles de Peyret-Chappuis et Luis Saslavsky, d'après un sujet de Jean Cocteau
- Dialogues (version italienne) : Roberto Savarese
- Photographie : Antonio L. Ballesteros et Javier Valentín
- Musique : Juan Quintero
- Son : Antonio Alonso
- Montage : José Antonio Rojo
- Décors : Enrique Alarcón
- Costumes : Juan Lacomba
- Production : Cesáreo González
- Pays d'origine :  Espagne -  France -  Italie
- Format : noir et blanc
- Genre : drame
- Durée : 105 min
- Date de sortie : 
  - Italie : août 1951 (Mostra de Venise 1951)
  - Espagne : 23 mai 1951 (Barcelone)
  - France : 22 novembre 1952

## Distribution
- María Félix : Mara Russell
- Rossano Brazzi : Andrés
- Vittorio Gassman : Mauricio
- José María Lado : M. Russell
- Antonia Plana : Mme Russell
- Julia Caba Alba : Flora
- Manuel Arbó : Orlando
- Piéral : Pablo
- Antonia Herrero